# Prémio Pulitzer de Reportagem Investigativa
O Prémio Pulitzer de Reportagem Investigativa tem sido entregue desde 1953, sob vários nomes, a um exemplo notável de reportagem investigativa realizada por um individuo ou uma equipa, apresentado como um artigo único ou uma série num meio jornalístico impresso. É administrado pela Columbia University Graduate School of Journalism na cidade de Nova Iorque.
De 1953 a 1963, a categoria foi conhecido por Prémio Pulitzer de Reportagem Local, Sem Edição Temporal.De 1964 a 1984, foi conhecido por Prémio Pulitzer de Reportagem Especial Investigativa Local.
O Comité Pulitzer emite uma justificação oficial explicando os motivos da atribuição do prémio. 

## Prémio Pulitzer de Reportagem Local, Sem Edição Temporal
- 1953: Edward J. Mowery, New York World-Telegram & Sun, "pela sua reportagem dos factos que conduziram à defesa e libertação de Louis Hoffner."
- 1954: Alvin Scott McCoy, The Kansas City Star, "por uma série de histórias exclusivas que levaram à demissão sob fogo de C. Wesley Roberts  como Presidente Nacional dos Republicanos."
- 1955: Roland Kenneth Towery, Cuero Record (Texas), "pelo seu conjunto de artigos expondo exclusivamente o escândalo na gestão do Programa da Terra dos Veteranos no Texas. Este veterano da II Guerra Mundial de 32 anos, um antigo prisioneiro dos Japoneses, tornou estas irregularidades um assunto inter-estadual e consequentemente nacional, estimulando a acção do Estado para corrigir as condições do programa da terra."
- 1956: Arthur Daley, The New York Times, "pela sua cobertura notável e comentários sobre o mundo dos desportos na sua coluna diária, Sports of the Times."
- 1957: Wallace Turner e William Lambert, Portland Oregonian, "por expor o vício e corrupção em Portland envolvendo alguns funcionários municipais e comandantes do International Brotherhood of Teamsters, Chauffeurs, Warehousemen and Helpers of America, Western Conference. Atingiram as suas atribuições apesar de grandes desvantagens e sob o risco de represálias dos elementos sem-lei."
- 1958: George Beveridge, Evening Star (Washington, D.C.), "pela sua série excelente e instigante, "Metro, Cidade de Amanhã," descrevendo em profundidade os problemas urbanos de Washington, D.C., o que estimulou consideração pública alargada destes problemas e encorajou estudos aprofundados pelas agências públicas e privadas."
- 1959: John Harold Brislin, Scranton Tribune and Scrantonian, "por mostrar coragem, iniciativa e engenho na sua campanha de quatro anos contra a violência na sua cidade natal, tendo como resultado o envio de dez dirigentes sindicais para a prisão e o encorajamento da expulsão de elementos extorsionários de um sindicato local."
- 1960: Miriam Ottenberg, Evening Star (Washington, D.C.), "por um conjunto de sete artigos expondo um esquema de extorsão de carros usados em Washington, D.C., que afectou muitos compradores descuidados. O conjunto conduziu a novas regras de protecção do público e serviu para alertar outras comunidades para estes tipo de práticas arriscadas."
- 1961: Edgar May, Buffalo Evening News, "pelo seu conjunto de artigos sobre os serviços de bem-estar público do Estado de Nova Iorque intitulada, O Nosso Dilema Caro, baseado parcialmente no seu emprego de três meses como assistente social do Estado. O conjunto trouxe reformas que atraíram a atenção a nível nacional."[1]
- 1962: George Bliss, Chicago Tribune, "pela sua iniciativa em desvendar escândalos no Distrito Sanitário Metropolitano da Grande Chicago, com medidas correctivas resultantes."[2]
- 1963: Oscar Griffin, Jr., Pecos Independent and Enterprise, "que, como editor, iniciou a revelação do escândalo Billie Sol Estes e consequentemente trouxe uma fraude gigantesca no governo dos Estados Unidos à atenção nacional com investigação resultante, julgamento e condenação de Estes."[3]

## Prémio Pulitzer de Reportagem Especial Investigativa Local
- 1964: James V. Magee, Albert V. Gaudiosi e Frederick Meyer, Philadelphia Bulletin, "pela sua revelação dos números das operações de extorsão que tinham a conivência da polícia, no Sul de Philadelphia, resultando em prisões e numa limpeza do departamento policial."
- 1965: Gene Goltz, Houston Post, "pela sua revelação da corrupção governamental em Pasadena, Texas, resultando em reformas alargadas."
- 1966: John Anthony Frasca, Tampa Tribune, "pela sua investigação e reportagem de dois assaltos que resultaram na libertação de um homem inocente."
- 1967: Gene Miller, Miami Herald, "pela iniciativa e reportagem investigativa que ajudou a libertar duas pessoas acusadas erradamente de assassínio."
- 1968: J. Anthony Lukas, The New York Times, "pelo documento social que escreveu na sua investigação da vida e assassínio de Linda Fitzpatrick."
- 1969: Al Delugach e Denny Walsh, St. Louis Globe-Democrat, "pela sua campanha contra a fraude e abuso de poder no Sindicato de St. Louis Steamfitters , Local 562."
- 1970: Harold Eugene Martin, Montgomery Advertiser and Alabama Journal, "pela sua revelação de um esquema comercial que utilizava prisioneiros do Alabama para experiências de drogas e obtenção de plasma sanguíneo destes."
- 1971: William Jones, Chicago Tribune, "por revelar conluio entre a polícia e algumas das maiores empresas privadas de ambulâncias de Chicago para restringir o serviço em áreas de baixos rendimentos, levando a grandes reformas."
- 1972: Timothy Leland, Gerard M. O'Neill, Stephen A. Kurkjian e Ann Desantis, Boston Globe, "pela sua revelação de corrupção alargada em Somerville, Massachusetts."
- 1973: The Sun Newspapers Of Omaha, "por desvendar os grandes recursos financeiros de Boys Town, Nebraska, levando a reformas nos peditórios desta organização de caridade e utilização de fundos doados pelo público."
- 1974: William Sherman, New York Daily News, "pela sua reportagem investigativa engenhosa que revelou os abusos extremos no programa Medicaid de Nova Iorque."
- 1975: Indianapolis Star, "pela sua revelação da corrupção da polícia local e aplicação dilatória da lei, resultando numa limpeza do Departamento Policial e do gabinete do Procurador do County."
- 1976: Redacção do Chicago Tribune, "por revelar abusos alargados nos programas federais em Chicago e denunciar as condições de dois hospitais privados de Chicago."
- 1977: Acel Moore e Wendell Rawls, Jr., The Philadelphia Inquirer, "pelos seus relatos sobre as condições para os doentes mentais no Hospital Estatal Farview (Pa.) ."
- 1978: Anthony R. Dolan, Stamford Advocate, "por uma série sobre corrupção municipal."
- 1979: Gilbert M. Gaul e Elliot G. Jaspin, Pottsville Republican (Pensilvânia), "pelas histórias sobre a destruição da Blue Coal Company realizada por homens com ligações ao crime organizado."
- 1980: Stephen A. Kurkjian, Alexander B. Hawes Jr., Nils Bruzelius, Joan Vennochi e Robert M. Porterfield, Boston Globe, "por artigos sobre o sistema de trânsito de Boston."
- 1981: Clark Hallas e Robert B. Lowe, Arizona Daily Star, "pela sua investigação sobre o Departamento de Atletismo da Universidade do Arizona."
- 1982: Paul Henderson, Seattle Times, "pela reportagem que provou a inocência de um homem condenado por violação."
- 1983: Loretta Tofani, The Washington Post, "pela sua investigação de violações e agressões sexuais no Centro de Detenção de Prince George's County, Maryland."
- 1984: Kenneth Cooper, Joan Fitz Gerald, Jonathan Kaufman, Norman Lockman, Gary McMillan, Kirk Scharfenberg e David Wessel, Boston Globe, "pela sua série que examinou as relações de raças em Boston, um exercício notável de serviço público que mudou o olhar de algumas das instituições mais conceituadas da cidade, incluindo o próprio Globe ."

- 1985: Lucy Morgan e Jack Reed, St. Petersburg Times (Flórida), "pela sua reportagem minuciosa sobre o Sherife de Pasco John Short, que revelou a corrupção do seu departamento e levou à sua demissão pelos eleitores."
- 1985: William K. Marimow, The Philadelphia Inquirer, "pela sua revelação que os cães da polícia local da cidade tinham atacado mais de 350 pessoas - uma denúncia que levou à investigação da unidade K-9 e à demissão de uma dúzia de agentes desta unidade."
- 1986: Jeffrey A. Marx e Michael M. York, Lexington Herald-Leader (Kentucky), "pela sua série 'Jogando acima das regras,' que denunciou pagamentos em dinheiro aos jogadores de basquetebol da Universidade fo Kentucky em violação das regras da NCAA. Contudo, o programa do basquetebol UK fez pouco para se reformar após a revelação dos artigos; as verdadeiras reformas só ocorreram quando o programa se envolveu noutro esquema de pagamentos de recrutas três anos mais tarde."
- 1987: Daniel R. Biddle, H.G. Bissinger, e Fredric N. Tulsky, The Philadelphia Inquirer, "pela sua série 'Desordem no Tribunal,' que revelou transgressões de justiça no sistema de tribunais de Philadelphia e levou a investigações federais e estaduais."
- 1988: Dean Baquet, William C. Gaines, e Ann Marie Lipinski, Chicago Tribune, "pela sua reportagem detalhada dos interesses próprios e desperdícios que proliferavam no Conselho da Cidade de Chicago."
- 1989: Bill Dedman, Atlanta Journal and Constitution, "pela sua investigação da discriminação racial praticada pelas instituições de empréstimo em Atlanta, reportagem que levou a reformas significantes nestas políticas."
- 1990: Lou Kilzer e Chris Ison, Minneapolis-St. Paul Star Tribune, "pela reportagem que denunciou uma rede de cidadãos locais que tinham ligações a membros do St. Paul fire department e que ganhavam dinheiro com incêndios, incluindo em alguns descritos pelos próprios bombeiros como tendo origem suspeita."
- 1991: Joseph T. Hallinan e Susan M. Headden, The Indianapolis Star, "pela sua série chocante sobre má-prática médica no estado."
- 1992: Lorraine Adams e Dan Malone, The Dallas Morning News, "pela reportagem que acusou a polícia do Texas de má conduta extensiva e abusos de poder."
- 1993: Jeff Brazil e Steve Berry, Orlando Sentinel (Flórida), "por revelar a confiscação ibjusta de milhões de dólares de motoristas - a maioria dos quais proveniente de minorias - por um esquadrão de droga de um sherife."
- 1994: Redacção do Providence Journal-Bulletin (Rhode Island), "pela reportagem minuciosa que revelou corrupção penetrante no sistema de tribunais de Rhode Island."
- 1995: Stephanie Saul e Brian Donovan, Newsday, "pelas suas histórias que revelaram abusos nas pensões de deficiência pela polícia local."
- 1996: Redacção do The Orange County Register , "pela reportagem que denunciou práticas fraudulentas e antiéticas de fertilidade num hospital universitário líder e gerou reformas regulatórias chave."
- 1997: Eric Nalder, Deborah Nelson, e Alex Tizon, The Seattle Times, pela sua investigação de corrupção alargada e inequalidades no programa de alojamento apoiado federalmente para os Nativos Norte-americanos, que inspirou reformas necessárias.
- 1998: Gary Cohn e Will Englund, The Baltimore Sun, "pela sua série atractiva sobre a indústria internacional de shipbreaking que revelou os perigos a que estão sujeitos os trabalhadores e o ambiente quando navios descartados são desmantelados."
- 1999: Redacção do The Miami Herald, "pela sua reportagem detalhada que revelou a fraude penetrante das eleições numa eleição do presidente da câmara que foi consequentemente revogada."
- 2000: Sang-Hun Choe, Charles J. Hanley, e Martha Mendoza, Associated Press, "por uma reportagem sobre as mortes de civis coreanos por soldados Norte-americanos nos primeiros tempos da Guerra da Coreia."
- 2001: David Willman, Los Angeles Times, "pela sua revelação pioneira de sete drogas de prescrição não seguras que tinham sido aprovadas pela Food and Drug Administration, e uma análise das reformas políticas que reduziram a eficácia da agência."
- 2002: Sari Horwitz, Scott Higham, e Sarah Cohen, The Washington Post, "por uma série que denunciou o papel do Distrito de Columbia na negligência e morte de 229 crianças colocadas sob cuidado protector entre 1993 e 2000, que gerou uma inspecção do sistema de bem-estar infantil da cidade."
- 2003: Clifford J. Levy, The New York Times, "pela sua série vívida, brilhantemente escrita 'Lares Desfeitos' que denunciou o abuso de adultos doentes mentais em casas reguladas pelo Estado."
- 2004: Michael D. Sallah, Joe Mahr, e Mitch Weiss, Toledo Blade, "pela uma série sobre as atrocidade da Força Tigre durante a Guerra do Vietname."
- 2005: Nigel Jaquiss do Willamette Week, Portland, Oregon, "pela sua investigação expondo a má conduta sexual do antigo governador Neil Goldschmidt's com uma rapariga de 14 anos."
- 2006: Susan Schmidt, James V. Grimaldi e R. Jeffrey Smith do The Washington Post, "pela sua investigação infatigável sobre o lobista de Washington Jack Abramoff que denunciou a corrupção no congresso e produziu esforços de reforma."
- 2007: Brett Blackledge do The Birmingham News, "pela sua denúncia do nepotismo e corrupção do sistema universitário estadual de dois anos, resultando na demissão do presidente e outras acções correctivas."
- 2008: (Dois jornais vencedores) Walt Bogdanich e Jake Hooker do The New York Times, "pela suas histórias sobre ingredientes tóxicos na medicina e outros produtos vulgares importados da China, levando à aplicação de medidas duras por funcionários Norte-americanos e Chineses." Redacção do The Chicago Tribune, "pela sua denúncia da regulação governamental defeituosa  de brinquedos, cadeiras de automóveis e berços, resultando na recolha extensa de produtos perigosos e acção do congresso para apertar a supervisão."
- 2009: David Barstow do The New York Times, pela sua reportagem persistente que revelou como alguns generais reformados, trabalhando como analistas de rádio e televisão, eram cooptados pelo Pentágono para fazerem o seus casos na guerra no Iraque, e como muitos deles tinham ligações não reveladas a empresas que tinham beneficiado de políticas que estes defendiam."
- 2010: Barbara Laker e Wendy Ruderman do Philadelphia Daily News e Sheri Fink do ProPublica, em colaboração com The New York Times Magazine. Laker e Ruderman venceram devido "à sua reportagem engenhosa que denunciou um esquadrão trapaceiro de narcóticos da polícia, resultando numa prova para o FBI e a revisão de centenas de casos criminais contaminados pelo escândalo", Fink por "uma história que conta as decisões urgentes de vida-e-morte tomadas por um dos médicos de hospital exaustos quando estavam isolados pelas cheias do Furacão ."
- 2011: Paige St. John do Sarasota Herald-Tribune, "pela sua análise das fraquezas do sistema obscuro de seguros prediais para proprietários na Flórida, fornecendo dados úteis apara avaliar a confiabilidade das seguradoras e gerar acção regulatória."
- 2012: Matt Apuzzo, Adam Goldman, Eileen Sullivan e Chris Hawley da Associated Press, "pelo seu foco no programa de espionagem clandestino do Departamento Policial de Nova Iorque que monitoriza diariamente a vida de comunidades muçulmanas, resultando na actuação do Congresso para uma investigação federal e um debate acerca do papel correcto da obtenção de Informações de Segurança Doméstica."
- 2013: David Barstow e Alejandra Xanic von Bertrab The New York Times, "pelas suas reportagens sobre a forma como o Wal-Mart usou subornos alargados para dominar o mercado no México, resultando em mudanças nas prácticas das empresas."
- 2014: Chris Hamby do The Center for Public Integrity, Washington, D.C. "pelas suas reportagens sobre a forma como alguns advogados e médicos manipularam o sistema para negar benefícios a trabalhadoras das minas de carvão com a doença dos pulmões negros, resultando em esforços legislativos remediativos."[4]
- 2015: (Dois vencedores) Eric Lipton do The New York Times "pela reportagem que mostrou a forma como a influência dos lobistas pode afectar os líderes do congresso e procuradores, enviesando a justiça no sentido dos mais ricos e bem relacionados" e  a redacção do The Wall Street Journal  "pelo 'Medicare Desmascarado,' um projecto pioneiro que deu aos Norte-Americanos o acesso sem precedentes a dados anteriormente confidenciais sobre as motivações e práticas dos seus prestadores de cuidados de saúde."[5]
- 2016: Leonora LaPeter Anton e Anthony Cormier do Tampa Bay Times e Michael Braga do Sarasota Herald-Tribune "pelo exemplo notável de jornalismo colaborativo de duas novas organizações que revelou casos crescentes de violência e negligência em hospitais de saúde mental na Flórida e levou a culpa aos governantes locais.
- 2017:  Eric Eyre do Charleston Gazette-Mail, Charleston, West Virginia "pelo jornalismo corajoso, face a oposição forte, de denúncia o fluxo de opióides atribuídos aos condados deprimidos da Virgínia Ocidental com as maiores taxas de overdose no país."